# インドネシア海兵隊
インドネシア海兵隊（Korps Marinir Republik Indonesia）は、インドネシア海軍傘下にある海兵隊組織。島嶼の多いインドネシアにおいて、水陸両用戦を行うことを主目的とする。また、緊急展開部隊としての役割もある。

## 概要
設立は、1945年11月15日。幾度かの実戦を経験しており、1960年にはイリアンジャヤ問題に絡んで、イリアンジャヤに上陸作戦を行っている。1999年には、3個旅団編制・13,000人体制に拡充されている。各旅団は歩兵・騎兵・砲兵で編制され、兵站部隊による支援を受ける。基本的には軽装備の歩兵部隊だが、LG1 105mm榴弾砲やBMP-3F歩兵戦闘車など少数の重装備も保有している。2025年時点の総員数は約20,000人。
このほか、特殊部隊として、両用偵察大隊（Taifib）を編成しており、これはかつて両用偵察パラコマンドー部隊(KIPAM, Komando Intai Para Amfibi)と呼称しており、アメリカ海兵隊武装偵察部隊やNavy SEALs、特殊舟艇部隊からも指導を受けている。
主な基地はスラバヤ・ジャカルタおよびランプン州にある。

## 装備
- PT-76 軽戦車×55（稼働状態は疑問）[3]
- AMX-10 PAC90 火力支援車×10[3]
- BRDM-2 装甲偵察車×21[3]
- BMP-3F 歩兵戦闘車×54[4]（約70両とする資料もある[5]）
- BMP-2 歩兵戦闘車×22[3]
- AMX-10P 歩兵戦闘車×24[3]
- BTR-4 装輪歩兵戦闘車×2[3]
- BTR-80A 装輪歩兵戦闘車×12[3]
- BTR-50P 装甲兵員輸送車×100[3]
- LVTP-7A1 装甲兵員輸送車×10[3]
- M113 Arisgator 装甲兵員輸送車×5[3]
- BTR-4M 装甲兵員輸送車×3[3]
- P6 ATAV（英語版） 軽戦術車両[6]
- LG1 MK II 105mm榴弾砲×22[3]
- M-38 122mm榴弾砲×28[3]
- R-Han 122B 多連装ロケット発射機[7]
- PHL-90B 多連装ロケット発射機×4[3]
- RM-70 多連装ロケット発射機×9[3]（約30両とする資料もある[5]）
- RM-70 Vampir 多連装ロケット発射機×8[3]
- 81mm迫撃砲[3]
- ボフォースL60およびL70 40mm機関砲×5[3]
- S-60 57mm機関砲[3]
- ピンダッド SS-2 自動小銃[5]